# Robert Stevens (regista)
Robert Stevens (New York, 2 dicembre 1920 – Westport, 7 agosto 1989) è stato un regista statunitense.

## Biografia e carriera
Prolifico regista di classiche serie televisive tra gli anni cinquanta e anni sessanta, diresse, tra le altre, il primo celebre episodio de Ai confini della realtà (1959), La barriera della solitudine.
Tra il 1955 e il 1961 fu dietro la macchina da presa per ben 44 volte nella serie Alfred Hitchcock presenta: per la direzione del primo episodio della terza stagione della serie, The Glass Eye, vinse un Primetime Emmy Awards nel 1958.
È stato spesso confuso con un altro regista, Robert Stevenson, quasi omonimo e attivo negli stessi anni (e anch'egli regista di Alfred Hitchcock presenta)
Sul grande schermo si cimento', con modesti risultati, con poche pellicole di vario genere, in particolare gangster minori e un curioso film di fantascienza/legal thriller, Change of Mind, del 1969.

## Premi e riconoscimenti
- Primetime Emmy Awards nel 1958, miglior regia di episodio televisivo di lunghezza sotto la mezz'ora

## Filmografia parziale
- Alfred Hitchcock presenta (Alfred Hitchcock Presents) (1955-1961) - Serie Tv - 44 episodi
- La città minata (The Big Caper) (1957)
- Climax!: A Matter of Life and Death (1957)
- Autopsia di un gangster (Never Love a Stranger) (1958)
- Ai confini della realtà (The Twilight Zone) (1959) - Serie Tv - ep. 1 - 5
- Il delitto della signora Allerson (I Thank a Fool) (1962)
- Amori proibiti (In the Cool of the Day) (1963)
- Change of Mind (1969)
- Storie incredibili (serie televisiva 1985) (Amazing Stories) (1987) - Serie Tv - ep. Moving Day (2.20)